# NILI (logički sklop)
Logički sklop NILI (engl.: NOR gate, skraćeno od NOT OR) obavlja logičku operaciju NILI (Piercova funkcija). Sklop može imati 2 ili više ulaza. Na izlazu daje stanje 1 samo ako su svi ulazi u stanju 0. Ako je na bilo kojem ulazu sklopa logičko stanje 1, tada je na izlazu stanje 0.

## Simboli
|                                    |            |            |
| simbol prema američkim standardima | simbol IEC | simbol DIN |

## Algebarski izraz
Logički sklop NILI s ulazima A i B te izlazom Q daje sljedeći algebarski izraz: {\displaystyle Q={\overline {A+B}}}.

## Tablica stanja
| ULAZ | ULAZ | IZLAZ |
| A    | B    | Q     |
| 0    | 0    | 1     |
| 0    | 1    | 0     |
| 1    | 0    | 0     |
| 1    | 1    | 0     |